# Matsunaga Futoshi
Futoshi Matsunaga (松永 太 (Tùng Vĩnh Thái) sinh ngày 28 tháng 4 năm 1961) là một kẻ giết người hàng loạt, kẻ lừa đảo người Nhật Bản, ông cũng là kẻ đã các tra tấn nạn nhân của mình. Ông đã bị kết tội cố sát 6 người và ngộ sát 1 người, trong đó có hai trẻ em trong khoảng thời gian từ năm 1996 đến năm 1998. Ông đã giết hại nạn nhân với người đồng phạm, Ogata Junko.
Tội ác của Futoshi rất dã man mà thông tin đại chúng nhất không sẵn sàng báo cáo chi tiết. Thời báo Nhật Bản báo cáo rằng các công tố viên cho biết "[vụ này] là không có so sánh trong lịch sử hình sự của nước ta". Tuy nhiên, một số nhà văn, bao gồm Saki Ryuzo, đã công bố chi tiết của các tội ác do Futoshi gây ra.
Futoshi Matsunaga sinh ra tại Kokura Kita-ku, Kitakyūshū, Fukuoka, Nhật Bản và lớn lên ở Yanagawa, Fukuoka, Nhật Bản. Ông thường xuyên đạt điểm tốt ở trường và có một tính cách đầy hấp dẫn, nhưng lại vi phạm các vấn đề về kỉ luật. Cuối cùng ông được chuyển đến một trường trung học vì mối quan hệ với một cô gái trung học cơ sở. Ông kết hôn ở tuổi 19, và có một con trai.